# Witold Litwiniszyn
Witold Litwiniszyn (ur. 1867 w Rymanowie, zm. 20 lutego 1925 w Sanoku) – polski urzędnik skarbowy, działacz społeczny.

## Życiorys
Urodził się w 1867 w Rymanowie. W 1885 zdał egzamin dojrzałości w C. K. Gimnazjum w Jaśle (w jego klasie był m.in. Jan Trznadel). W okresie zaboru austriackiego w ramach autonomii galicyjskiej wstąpił do c. k. służby cywilnej 22 maja 1886. W 1895 był koncypistą w c. k. dyrekcji okręgu skarbowego przy starostwie powiatu brzeżańskiego. W 1905 został mianowany przez ministra skarbu ze stanowiska komisarza skarbu na sekretarza skarbu w okręgu lwowskim krajowej dyrekcji skarbu. Od około 1908 był zatrudniony w oddziale administracyjnym w dyrekcji okręgu skarbowego przy c. k. starostwie powiatu sanockiego, gdzie pracował w randze sekretarza, a od 1912 w randze radcy skarbu. Równolegle został przydzielony do c. k. sądu powiatowego dla spraw dochodów skarbowych w Sanoku, gdzie od około 1909 pełnił funkcję zastępcy asesora, od około 1910 funkcję asesora. W 1918 pozostawał urzędnikiem w randze radcy finansowego.
Uchwałą Rady Miejskiej w Sanoku z około 1917 został uznany przynależnym do gminy Sanok. Był członkiem Towarzystwa Upiększania Miasta Sanoka oraz sanockiego gniazda Polskiego Towarzystwa Gimnastycznego „Sokół” (1912, 1919). Do śmierci zasiadał w dyrekcji Kasy Zaliczkowej w Sanoku (jako członek zarządu figurował jeszcze wspólnie z inż. Stanisławe Beksińskim.

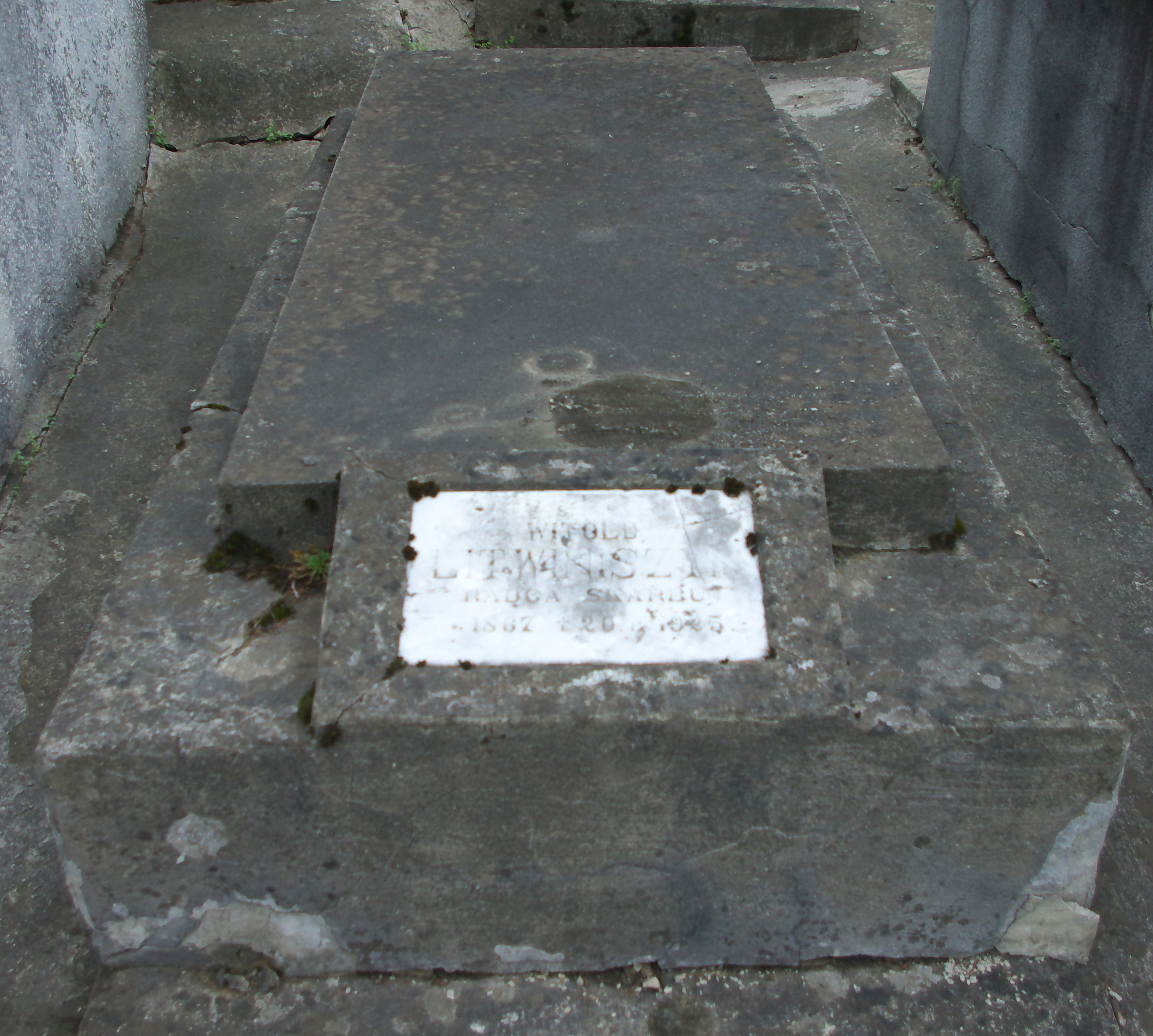
Nagrobek Witolda Litwiniszyna

Do końca życia pozostawał w charakterze starszego radcy skarbu. Zmarł 20 lutego 1925 w Sanoku w wieku 58 lat. Został pochowany na cmentarzu przy ul. Rymanowskiej w Sanoku 24 lutego 1925. Był żonaty z Jadwigą z domu Starosolską (1879-1928, byli w małżeństwie 27 lat), córką Joachima Starosolskiego oraz Julii z domu Rapf (córka Jerzego) oraz siostrą Wołodymyra. Mieli syna Stanisława (ur. 1910, nauczyciel), córkę Janinę (jako umysłowo chora w latach 20. przebywała w Zakładzie w Kulparkowie).

## Odznaczenia
austro-węgierskie
- Brązowy Medal Jubileuszowy Pamiątkowy dla Sił Zbrojnych i Żandarmerii (przed 1912)[10][20].
- Medal Jubileuszowy Pamiątkowy dla Cywilnych Funkcjonariuszów Państwowych (przed 1912)[10][20].
- Krzyż Jubileuszowy dla Cywilnych Funkcjonariuszów Państwowych (przed 1912)[10][20].